# IMac Intel
Les iMac Intel sont des ordinateurs tout-en-un, développés et produits par Apple Inc., lancés initialement en janvier 2006. Les modèles sortis en octobre 2009 utilisent des processeurs Intel Core 2 Duo, Core i5 ou Core i7. 
Issue de la transition d’Apple du PowerPC vers la plateforme Intel, ces iMac remplacent les modèles précédents qui utilisaient des processeurs PowerPC. Les iMac G5 utilisant un boîtier en polycarbonate blanc ont légué leur design aux modèles qui ont suivi, jusqu’à l’arrivée d’un design aluminium en août 2007.
La production de la gamme Intel cesse définitivement le 8 mars 2022.

## Modèles Polycarbonates

### Intel Core Duo et Core 2 Duo

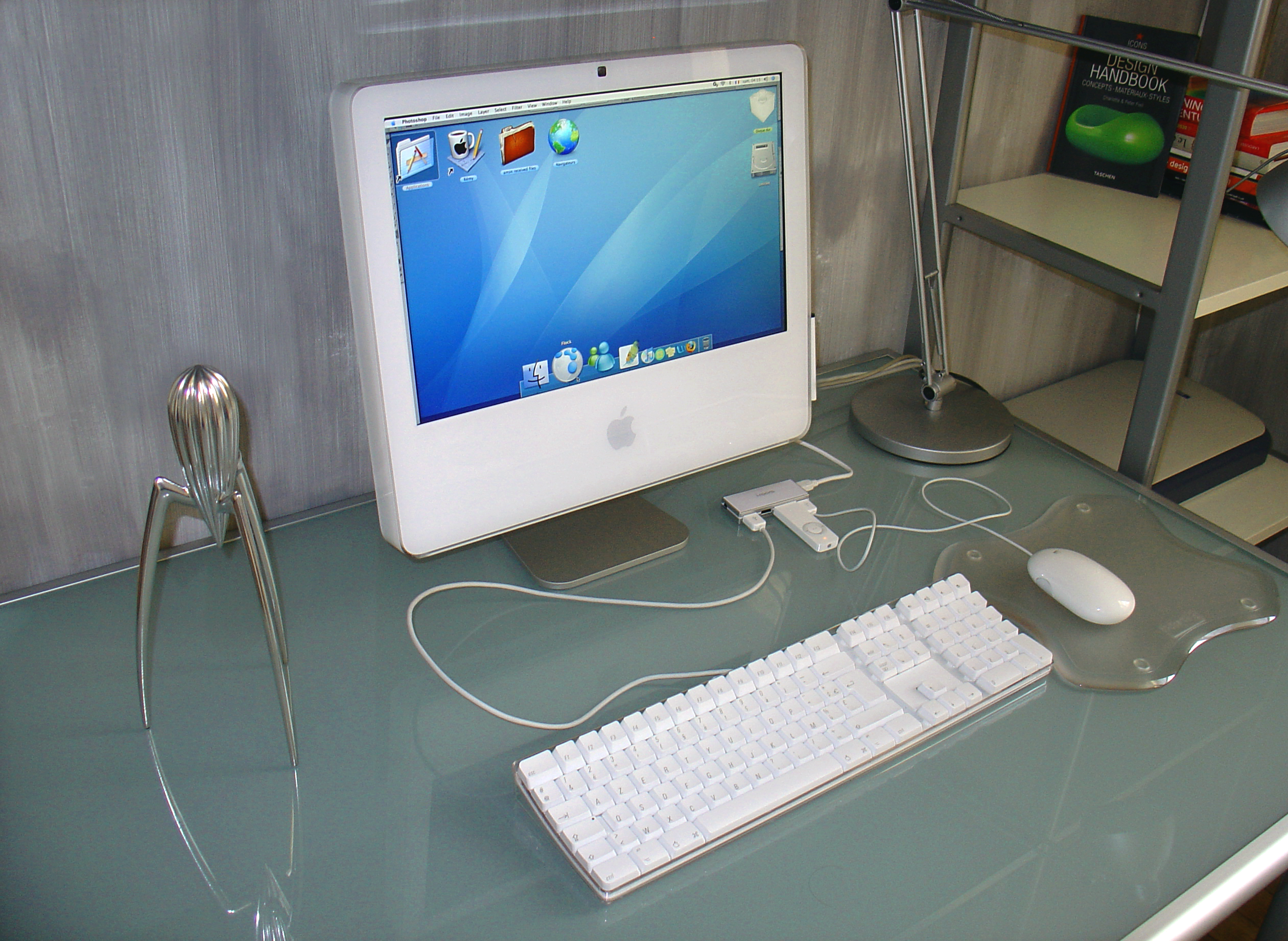
iMac Polycarbonate 17″.

Le 10 janvier 2006, Apple, par la voix de son CEO Steve Jobs, annonce que le nouvel iMac sera le premier Macintosh à être équipé d’un processeur Intel, le Core Duo. La sortie du nouvel iMac et du premier MacBook Pro marquent le coup d’envoi de la transition progressive du PowerPC vers Intel. Les fonctionnalités, les prix et le design restent inchangés par rapport à la génération précédente. La transition se poursuit jusqu’en novembre 2006, avec la sortie du Mac mini en février 2006, le MacBook en mai 2006, le Mac Pro en août 2006 et enfin l'Xserve en novembre.
Selon les tests d’Apple avec SPEC, son processeur serait deux à trois fois plus rapide que le G5.
En février 2006, Apple reconnait des problèmes vidéo sur ses nouveaux iMac Intel. Lors de l’utilisation du logiciel Front Row, certains iMac 20 pouces personnalisés avec carte graphique affichent aléatoirement des lignes horizontales, des spectres de rémanence ainsi que d’autres problèmes. Le problème est réglé par Apple par une mise à jour logicielle.
Fin 2006, Apple lance son nouvel iMac doté d’un processeur plus véloce, l’Intel Core 2 Duo, ainsi qu’un prix revu à la baisse. Le modèle 24 pouces fait son apparition, faisant de cet iMac le premier capable d’afficher une image 1080p.

### Configurations
|                                            | Intel Core Duo | Intel Core Duo | Intel Core Duo | Intel Core 2 Duo | Intel Core 2 Duo | Intel Core 2 Duo | Intel Core 2 Duo |
| Modèle                                     | Début 2006 | Début 2006 | Mi 2006 | Fin 2006 | Fin 2006 | Fin 2006 | Fin 2006 |
| Date de sortie                             | 10 janvier 2006 | 10 janvier 2006 | 5 juillet 2006 | 6 septembre 2006 | 6 septembre 2006 | 6 septembre 2006 | 6 septembre 2006 |
| Identifiant du modèle                      | iMac 4,1 | iMac 4,1 | iMac 4,2 | iMac 5,2 | iMac 5,1 | iMac 5,1 | iMac 6,1 |
| Numéro de modèle                           | A1173 | A1174 | A1195 | A1195 | A1208 | A1207 | A1200 |
| Référence,                                 | MA199xx/A | MA200xx/A | MA406xx/A | MA710xx/A | MA590xx/A | MA589xx/A | MA456xx/A |
| Numéro EMC                                 | 2104 | 2105 | 2110 | 2124 | 2114 | 2118 | 2111 |
| Boîtier                                    | Polycarbonate blanc | Polycarbonate blanc | Polycarbonate blanc | Polycarbonate blanc | Polycarbonate blanc | Polycarbonate blanc | Polycarbonate blanc |
| Écran                                      | 17 pouces 1440 × 900 | 20 pouces 1680 × 1050 | 17 pouces 1440 × 900 | 17 pouces 1440 × 900 | 17 pouces 1440 × 900 | 20 pouces 1680 × 1050 | 24 pouces, 1920 × 1200 IPS LG Phillips, LM240WU2-SLA1 |
| Écran                                      | Écran mat large 16:10 | | | | | | |
| Processeur                                 | 1,83 GHz (T2400 Yonah) Intel Core Duo 2 Mo L2 cache 32 bits                                                              | 1,83 GHz (T2400 Yonah) Intel Core Duo 2 Mo L2 cache 32 bits                                                              | 1,83 GHz (T2400 Yonah) Intel Core Duo 2 Mo L2 cache 32 bits                                                              | 1,83 GHz (T5600 Merom) Intel Core 2 Duo 2 Mo L2 cache 64 bits | 2,0 GHz (T7200 Merom) Intel Core 2 Duo 4 Mo L2 cache 64 bits | 2,16 GHz (T7400 Merom) Intel Core 2 Duo 4 Mo L2 cache 64 bits | 2,16 GHz (T7400 Merom) Intel Core 2 Duo 4 Mo L2 cache 64 bits |
| Processeur                                 | En option : 2,0 GHz (T2500 Yonah) Intel Core Duo 32 bits                                                                 | En option : 2,0 GHz (T2500 Yonah) Intel Core Duo 32 bits                                                                 | En option : 2,0 GHz (T2500 Yonah) Intel Core Duo 32 bits                                                                 | NC | En option : 2,16 GHz (T7400 Merom) Intel Core 2 Duo 64 bits | En option : 2,33 GHz (T7600 Merom) Intel Core 2 Duo 64 bits | En option : 2,33 GHz (T7600 Merom) Intel Core 2 Duo 64 bits |
| Front side bus                             | 667 MHz | 667 MHz | 667 MHz | 667 MHz | 667 MHz | 667 MHz | 667 MHz |
| Mémoire vive                               | 667 MHz PC2-5300 DDR2 SO-DIMM SDRAM                                                                                      | 667 MHz PC2-5300 DDR2 SO-DIMM SDRAM                                                                                      | 667 MHz PC2-5300 DDR2 SO-DIMM SDRAM                                                                                      | 667 MHz PC2-5300 DDR2 SO-DIMM SDRAM | 667 MHz PC2-5300 DDR2 SO-DIMM SDRAM | 667 MHz PC2-5300 DDR2 SO-DIMM SDRAM | 667 MHz PC2-5300 DDR2 SO-DIMM SDRAM |
| Mémoire vive                               | 512 Mo (début 2006 : 1 × 512 Mo ; mi 2006, 2 × 256 Mo Extensible à 2 Go                                                  | 512 Mo (début 2006 : 1 × 512 Mo ; mi 2006, 2 × 256 Mo Extensible à 2 Go                                                  | 512 Mo (début 2006 : 1 × 512 Mo ; mi 2006, 2 × 256 Mo Extensible à 2 Go                                                  | 512 Mo (début 2006 : 1 × 512 Mo ; mi 2006, 2 × 256 Mo Extensible à 2 Go | 512 Mo (2 × 256 Mo) ou 1 Go (2 × 512 Mo) Extensible à 4 Go (3 Go exploitable) | 512 Mo (2 × 256 Mo) ou 1 Go (2 × 512 Mo) Extensible à 4 Go (3 Go exploitable) | 512 Mo (2 × 256 Mo) ou 1 Go (2 × 512 Mo) Extensible à 4 Go (3 Go exploitable) |
| Carte graphique                            | ATI Radeon X1600 de 128 Mo en GDDR3 SDRAM                                                                                | ATI Radeon X1600 de 128 Mo en GDDR3 SDRAM                                                                                | Intel GMA 950 de 64 Mo                                                                                                   | Intel GMA 950 de 64 Mo | ATI Radeon X1600 de 128 Mo en GDDR3 SDRAM | ATI Radeon X1600 de 128 Mo en GDDR3 SDRAM | Nvidia GeForce 7 300 GT de 128 Mo en GDDR3 SDRAM |
| Carte graphique                            | NC | En option : 256 Mo | NC | NC | En option : 256 Mo | En option : 256 Mo | Optional : 7 600 GT de 256 Mo |
| Disque dur1 SATA 7 200 tr/min              | 160 Go 250 Go en option                                                                                                  | 250 Go 500 Go en option                                                                                                  | 160 Go 250 Go en option                                                                                                  | 160 Go | 160 Go 250 Go ou 500 en option | 250 Go ou 500 en option | 250 Go ou 500 en option |
| Lecteur de disque optique³                 | Chargement de fente 8× SuperDrive avec 2,4× en enregistrement double couche (DVD+R DL, DVD±RW, CD-RW)                    | Chargement de fente 8× SuperDrive avec 2,4× en enregistrement double couche (DVD+R DL, DVD±RW, CD-RW)                    | Lecteur Combo 24x (DVD-ROM, CD-RW)                                                                                       | Lecteur Combo 24x (DVD-ROM, CD-RW) | SuperDrive | SuperDrive | SuperDrive |
| Connectique                                | Internal AirPort Extreme 802.11a/b/g Gigabit Ethernet Récepteur infrarouge Bluetooth 2.0 + EDR (sauf fin 2006, 1,83 GHz) | Internal AirPort Extreme 802.11a/b/g Gigabit Ethernet Récepteur infrarouge Bluetooth 2.0 + EDR (sauf fin 2006, 1,83 GHz) | Internal AirPort Extreme 802.11a/b/g Gigabit Ethernet Récepteur infrarouge Bluetooth 2.0 + EDR (sauf fin 2006, 1,83 GHz) | Internal AirPort Extreme 802.11a/b/g Gigabit Ethernet Récepteur infrarouge Bluetooth 2.0 + EDR (sauf fin 2006, 1,83 GHz)                                                              | Internal Airport Extreme 802.11a/b/g (« n » est désactivé par défaut) Gigabit Ethernet Récepteur infrarouge Bluetooth 2.0 + EDR                                                       | Internal Airport Extreme 802.11a/b/g (« n » est désactivé par défaut) Gigabit Ethernet Récepteur infrarouge Bluetooth 2.0 + EDR                                                       | Internal Airport Extreme 802.11a/b/g (« n » est désactivé par défaut) Gigabit Ethernet Récepteur infrarouge Bluetooth 2.0 + EDR                                                       |
| Caméra                                     | Caméra iSight (640 × 480, 0,31 Mpx)                                                                                      | Caméra iSight (640 × 480, 0,31 Mpx)                                                                                      | Caméra iSight (640 × 480, 0,31 Mpx)                                                                                      | Caméra iSight (640 × 480, 0,31 Mpx) | Caméra iSight (640 × 480, 0,31 Mpx) | Caméra iSight (640 × 480, 0,31 Mpx) | Caméra iSight (640 × 480, 0,31 Mpx) |
| Sortie vidéo                               | Mini-DVI | Mini-DVI | Mini-DVI | Mini-DVI | Mini-DVI | Mini-DVI | Mini-DVI |
| Périphériques                              | 3× USB 2.0 2× FireWire 400 Casque / Sortie audio numérique Entrée audio                                                  | 3× USB 2.0 2× FireWire 400 Casque / Sortie audio numérique Entrée audio                                                  | 3× USB 2.0 2× FireWire 400 Casque / Sortie audio numérique Entrée audio                                                  | 3× USB 2.0 2× FireWire 400 Casque / Sortie audio numérique Entrée audio / Entrée audio numérique                                                                                      | 3× USB 2.0 2× FireWire 400 Casque / Sortie audio numérique Entrée audio / Entrée audio numérique                                                                                      | 3× USB 2.0 2× FireWire 400 Casque / Sortie audio numérique Entrée audio / Entrée audio numérique                                                                                      | 3× USB 2.0 1× FireWire 400 1× FireWire 800 Casque / Sortie audio numérique Entrée audio / Entrée audio numérique                                                                      |
| Système d’exploitation d’origine           | Mac OS X 10.4 Tiger | Mac OS X 10.4 Tiger | Mac OS X 10.4 Tiger | Mac OS X 10.4 Tiger | Mac OS X 10.4 Tiger | Mac OS X 10.4 Tiger | Mac OS X 10.4 Tiger |
| Dernière version du système d’exploitation | Mac OS X 10.6 Snow Leopard avec 1 Go de RAM installée, autrement Mac OS X 10.5 Leopard                                   | Mac OS X 10.6 Snow Leopard avec 1 Go de RAM installée, autrement Mac OS X 10.5 Leopard                                   | Mac OS X 10.6 Snow Leopard avec 1 Go de RAM installée, autrement Mac OS X 10.5 Leopard                                   | Mac OS X 10.7 Lion avec 2 Go de RAM installée, autrement Mac OS X 10.6 Snow Leopard. Possibilité d’aller jusqu’à OS X El Capitan 10.11 en modifiant l’EFI.* (non approuvé par Apple). | Mac OS X 10.7 Lion avec 2 Go de RAM installée, autrement Mac OS X 10.6 Snow Leopard. Possibilité d’aller jusqu’à OS X El Capitan 10.11 en modifiant l’EFI.* (non approuvé par Apple). | Mac OS X 10.7 Lion avec 2 Go de RAM installée, autrement Mac OS X 10.6 Snow Leopard. Possibilité d’aller jusqu’à OS X El Capitan 10.11 en modifiant l’EFI.* (non approuvé par Apple). | Mac OS X 10.7 Lion avec 2 Go de RAM installée, autrement Mac OS X 10.6 Snow Leopard. Possibilité d’aller jusqu’à OS X El Capitan 10.11 en modifiant l’EFI.* (non approuvé par Apple). |
| Dernière version du système d’exploitation | Windows 10 (32 bits) | Windows 10 (32 bits) | Windows 10 (32 bits) | Windows 10 (32 et 64 bits) | Windows 10 (32 et 64 bits) | Windows 10 (32 et 64 bits) | Windows 10 (32 et 64 bits) |

Bien qu’ils aient un processeur 64 bits, ces ordinateurs ont un EFI 32 bits, qui les limite officiellement à Mac OS X 10.7 Lion. Des programmes tiers permettent d’installer OS X El Capitan 10.11 en modifiant l’EFI.

## Modèles aluminium

### Modèles 20 et24 pouces(mi 2007)

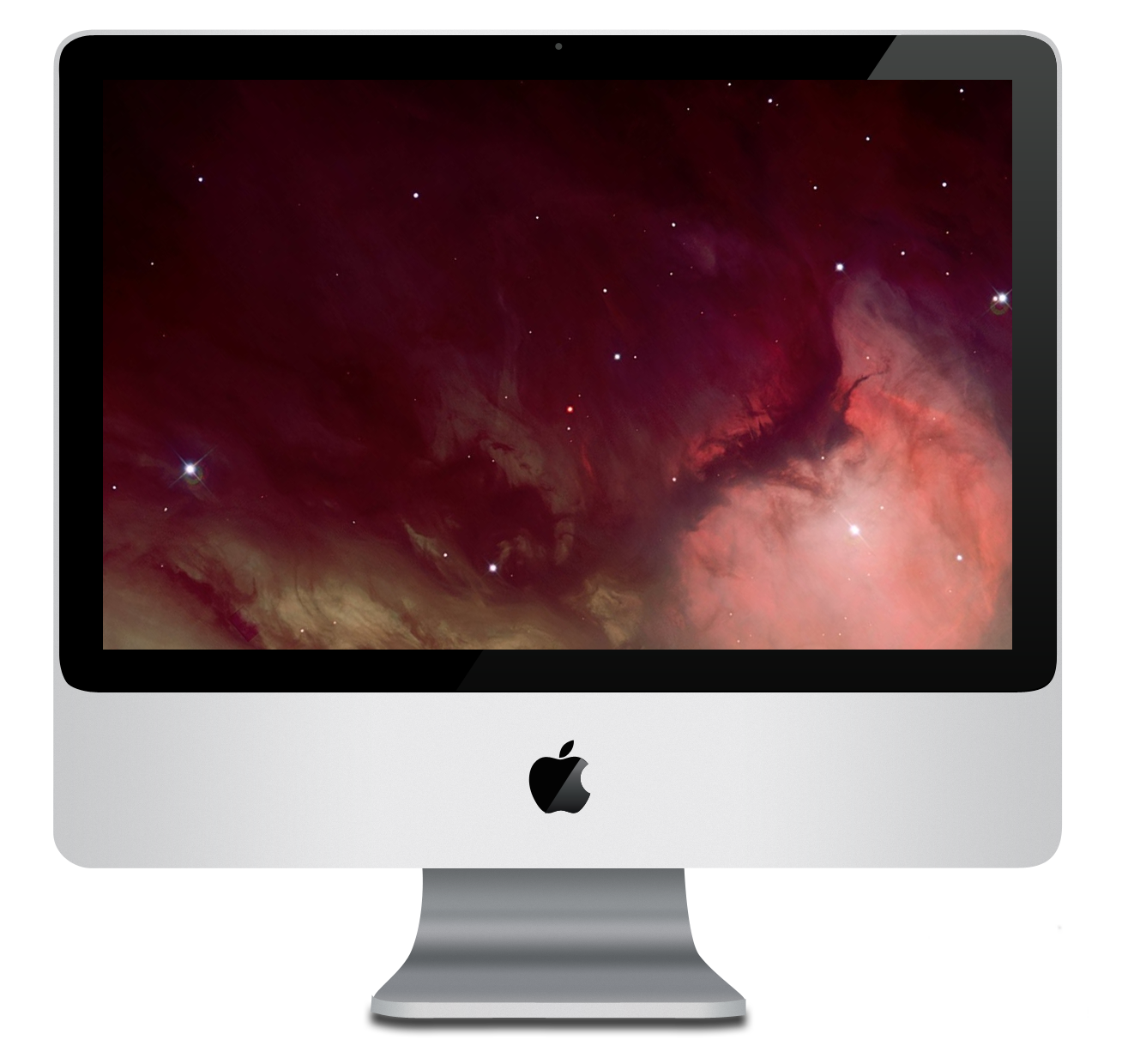
iMac Aluminium de 2007.

Le 7 août 2007, lors d’une conférence de presse, Steve Jobs présente la cinquième génération d’iMac. Cet iMac se distingue des générations précédentes par une robe en aluminium anodisé et un arrière noir. On peut noter que ce design est également repris sur l'iPhone. Autre première, l’écran est recouvert par une dalle en verre censé raviver les couleurs des photos et des films. Cependant, cette dalle est très controversée : en effet, elle peut transformer l’iMac en véritable miroir pour peu qu’une source de lumière soit devant l’iMac. De plus, il est regrettable de constater que l’Apple store ne permet pas le choix d’une dalle mat comme il le faisait autrefois avec les iMac de générations précédentes. Néanmoins, en termes de connectique, l’iMac gagne enfin sur tous les modèles une prise FireWire 800, deux fois plus rapide que le FireWire 400. Le clavier change aussi radicalement pour s’accorder avec le nouveau design. Il abandonne le plastique transparent et les touches classiques pour emprunter le clavier du MacBook. Petit détail, la télécommande Apple Remote, qui pouvait précédemment se fixer sur le côté de l’iMac par magnétisme, ne s’accroche plus nulle part.
Le 28 avril 2008, les iMac alu ont été mis à jour, avec comme principales nouveautés des processeurs Intel Core 2 Duo Penryn gravés en 45 nm ainsi que l’introduction d’une carte graphique optionnelle haut de gamme nVidia 8800 GS.
Le 3 mars 2009, les iMac sont rafraîchis. Au menu : fréquences de processeurs augmentées, apparition du chipset Nvidia 9400M des MacBook sur les iMac d’entrée de gamme, disparition du port mini-DVI au profit du connecteur mini-Display Port et nouveau design pour le pied, qui adopte la forme plus fine de celui du LED cinema Display. Apple propose maintenant trois modèles d’iMac 24 pouces, mais plus qu’un seul modèle 20 pouces. Enfin, l’Apple Remote n’est plus fournie en standard.

### iMac Unibody (fin 2009)

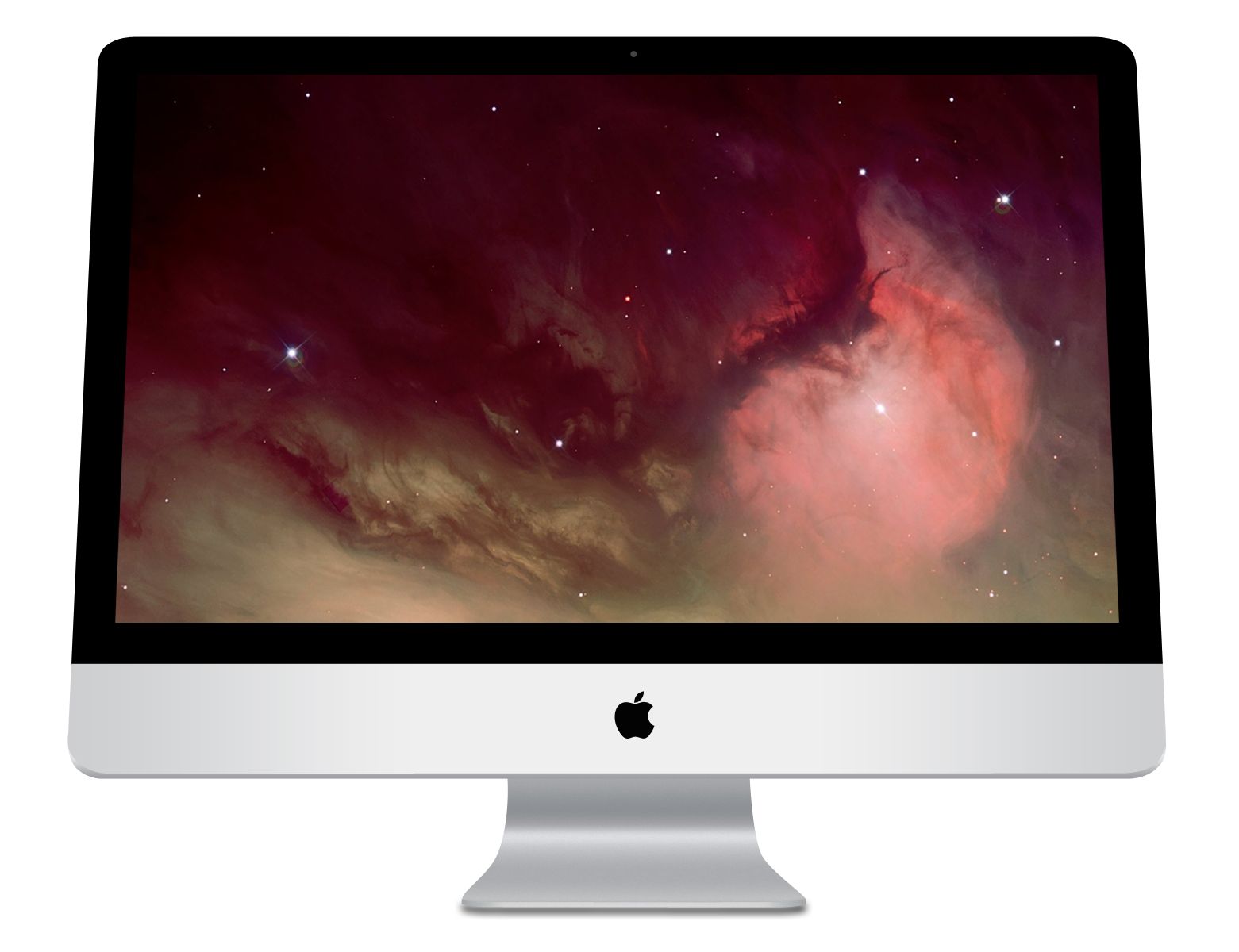
iMac 16:9.

Le 20 octobre 2009 est présenté un tout nouvel iMac avec un écran 16:9 21,5 et 27 pouces. Le style aluminium et verre de la génération précédente est conservé, mais remis au goût du jour : la dalle de verre recouvrant l’écran recouvre maintenant l’iMac de bord à bord, la bande d’aluminium sous l’écran est plus fine, et le dos abandonne le plastique noir au profit de l’aluminium, dans le style du LED cinema Display.
Au programme : de nouveaux écrans de 21,5 et 27 pouces rétroéclairés par LED, des processeurs Intel Core 2 Duo cadencés à 3,06 GHz sur toute la gamme (option à 3,33 GHz) et l’apparition d’un modèle haut de gamme équipé d’un processeur Core i5 cadencé à 2,66 GHz, avec une consommation maximale en continu de 365 W/h (en option : processeur Core i7 à 2,8 GHz). Sur la partie graphique : Nvidia 9400M sur l’entrée de gamme, ATI Radeon 4670 et 4850 sur les autres modèles. Enfin, l’iMac se dote d’un très pratique port SD.
Sur le plan matériel, l’iMac de sixième génération subit la plus grosse évolution matérielle depuis le passage aux processeurs Intel dans les iMac blancs. Ils sont les premiers à utiliser des composants d’ordinateur de bureau, abandonnant l’architecture mobile utilisée dans les iMac précédents. Ce changement fondamental se traduit par un coût de production largement inférieur, rattrapé cependant par celui des nouvelles dalles LED.

### iMac Core i3, i5 & i7 (mi 2010)
Le 27 juillet 2010, Apple met à jour ses modèles iMac. D’extérieur, rien à signaler, les écrans disponibles étant toujours des 21,5 et 27 pouces. Les mises à jour se font en interne avec des composants plus véloces et, notamment, le passage des processeurs à la gamme Intel Core i3 (3,06 GHz pour le 21,5 pouces d’entrée de gamme, 3,2 GHz pour les 21,5 et 27 pouces) et Intel Core i5 pour le dernier 27 pouces (avec en option la possibilité de remplacer par un Intel Core i7 cadencé à 2,93 GHz). Niveau graphique, la carte ATI Radeon 4670 avec 256 Mo de mémoire est conservée pour le modèle d’entrée de gamme, les modèles 21,5 et 27 pouces sont équipés de Radeon HD 5670 avec 512 Mo de mémoire et le modèle 27 pouces haut de gamme adopte une Radeon HD 5750 et 1 Go de mémoire vidéo. Une autre nouveauté est la possibilité d’intégrer au modèle haut de gamme un disque dur SSD de 256 Go en remplacement ou en complément d’un disque dur traditionnel.
Les nouveaux modèles sont toujours accompagnés de série de la souris Magic Mouse et du clavier sans fil Apple, mais se dote en option d'un nouvel outil, le Magic Trackpad, un pavé tactile qui se connecte sans fil à l’iMac et qui a toutes les fonctionnalités de ceux présents sur la gamme mobile d’Apple.

### iMac 2012 "slim" (fin 2012)

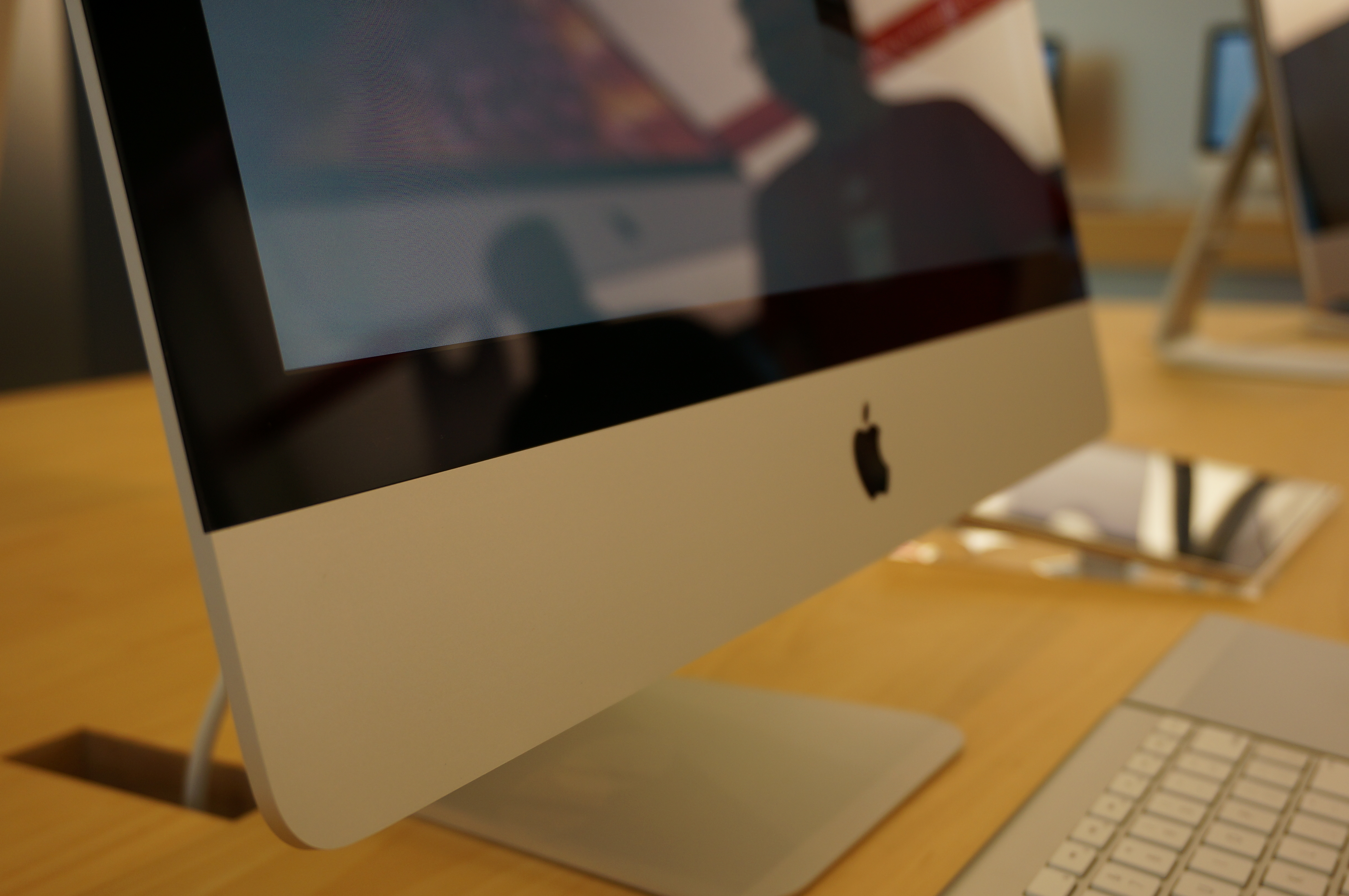
iMac 27″ fin.

En octobre 2012, le nouveau modèle d’iMac est introduit, d’une épaisseur considérablement plus fine, avec une épaisseur de 5 mm au point le plus fin.
Ce faisant, il se sépare de son lecteur disque interne, le Superdrive qu’ils proposent maintenant en version externe.
Le modèle 21,5 et 27 pouces restent à leurs résolutions respectives de 1920 × 1080 et 2560 × 1440.
Comme pour les modèles de 2009, la mémoire RAM est améliorée, avec de base un 8 Go pour le 21,5, que l’on peut faire monter jusqu’à 16 Go et 32 Go pour le 27 pouces. 
Sur cette gamme, la carte graphique est maintenant Nvidia comme standard. Les USB 3.0 sont introduits pour la première fois.
Pour la première fois, le client a la possibilité de posséder un Fusion Drive qui combine un disque dur SSD et, comme à l’accoutumée, un disque dur mécanique, ce qui permet un rangement des données plus rapide et efficace. 
Le 5 mars 2013, Apple lance discrètement une version de ce Mac pour les étudiants, avec des spécifications plus faibles pour un prix plus accessible, qui comprend un Dual Core i3 à 3,3 GHz, 4 Go de RAM, un disque dur mécanique de 500 Go et une carte Intel HD Graphics 4000 pour approximativement 200 € de moins que le modèle de base de la gamme.
Le 5 juin 2017, lors de sa convention WWDC pour les développeurs, Apple rafraîchit la gamme avec des processeurs Intel Kaby Lake ainsi que le support du Bluetooth 4.2.

### iMac avec écran Retina (fin 2014)
Le 16 octobre 2014, Apple dévoile une version à écran Retina de l’iMac, d’abord en 27″ avec une résolution 5K 5 120 × 2 880 pixels. Un modèle 21,5″ 4K 4 096 × 2 304 pixels est lancé le 13 octobre 2015, accompagné d’un modèle 21,5″ à 1 080 pixels de hauteur.
Le 5 juin 2017, Apple annonce un rafraîchissement de ses iMac, qui n’avaient pas été mis à jour depuis deux ans. Ils bénéficient désormais de processeurs Intel Kaby Lake de 7e génération, une mémoire RAM plus performante (DDR4 2 400 MHz au lieu d’une DDR3 1 867 MHz) et, nouveauté sur les modèles 21,5″ 4K, une carte graphique AMD Radeon Pro dédiée (auparavant, la puce graphique du processeur Intel se chargeait des graphismes). Au niveau du boîtier, l’écran est désormais plus lumineux et compatible P3, à l’instar des MacBook Pro. À l’arrière, les ports Thunderbolt 2 sont remplacés par des ports Thunderbolt 3, compatibles USB-C et qui peuvent être connectés à des concentrateurs (hubs) avec des cartes graphiques dédiées. Les iMac 21,5″ et 21,5″ 4K sont proposés avec au moins 1 To de disque mécanique à 5 400 tours par minute. La version du disque Fusion Drive de 1To est associé à un SSD de 32 Go. Les iMac 27″ 5K ont un disque mécanique de 1 To à 7 200 tours par minute, associé à un SSD de 128 Go pour les Fusion Drive 2 et 3To. Les iMac 21,5″ n’ont plus leur processeur et mémoire vive soudés à la carte mère, ce qui permet théoriquement de modifier ces composants : en pratique, l’iMac 21,5″ reste difficile à améliorer à cause de sa dalle collée.
Les iMac 27″ ont été présentés pour faire de la réalité virtuelle, en partenariat avec HTC et son casque Vive.
Le 19 mars 2019, Apple annonce un rafraîchissement de sa gamme d’iMac, pour introduire notamment de nouveaux processeurs Intel d’architecture Cofee Lake de 8e et 9e génération, ainsi que la possibilité de choisir des cartes graphiques Radeon Pro Vega.

#### Configuration
| Caractéristiques techniques des iMac à écran Retina depuis 2014 | Caractéristiques techniques des iMac à écran Retina depuis 2014                                              | Caractéristiques techniques des iMac à écran Retina depuis 2014                                       | Caractéristiques techniques des iMac à écran Retina depuis 2014                                                                   | Caractéristiques techniques des iMac à écran Retina depuis 2014                                       | Caractéristiques techniques des iMac à écran Retina depuis 2014                                              | Caractéristiques techniques des iMac à écran Retina depuis 2014                                              | Caractéristiques techniques des iMac à écran Retina depuis 2014                                               | Caractéristiques techniques des iMac à écran Retina depuis 2014                                               | Caractéristiques techniques des iMac à écran Retina depuis 2014                                               | Caractéristiques techniques des iMac à écran Retina depuis 2014                                                | Caractéristiques techniques des iMac à écran Retina depuis 2014                                                | Caractéristiques techniques des iMac à écran Retina depuis 2014                                                  | Caractéristiques techniques des iMac à écran Retina depuis 2014                                                  | Caractéristiques techniques des iMac à écran Retina depuis 2014                                               | Caractéristiques techniques des iMac à écran Retina depuis 2014                                                   | Caractéristiques techniques des iMac à écran Retina depuis 2014                                                   |                                                                                                |
| Modèle                                                          | Fin 2014 | Mi 2015                                                                                               | Fin 2015 | Fin 2015                                                                                              | Fin 2015 | Fin 2015 | Mi 2017 | Mi 2017 | Mi 2017 | Mi 2017 | Mi 2017 | Début 2019 | Début 2019 | Début 2019 | Début 2019 | Début 2019 |                                                                                                |
| --------------------------------------------------------------- | --- | --- | --- | --- | --- | --- | --- | --- | --- | --- | --- | --- | --- | --- | --- | --- | ---------------------------------------------------------------------------------------------- |
| Date de sortie                                                  | 16 octobre 2014                                                                                              | 19 mai 2015                                                                                           | 13 octobre 2015 | 13 octobre 2015                                                                                       | 13 octobre 2015                                                                                              | 13 octobre 2015                                                                                              | 5 juin 2017                                                                                                   | 5 juin 2017                                                                                                   | 5 juin 2017                                                                                                   | 5 juin 2017 | 5 juin 2017 | 19 mars 2019 | 19 mars 2019 | 19 mars 2019                                                                                                  | 19 mars 2019 | 19 mars 2019 |                                                                                                |
| Référence                                                       | MF886XX/A | MF885XX/A                                                                                             | MK452XX/A | MK462XX/A                                                                                             | MK472XX/A | MK482XX/A | MNDY2xx/A | MNE02xx/A | MNE92xx/A | MNEA2xx/A | MNED2xx/A | MRT32xx/A | MRT42xx/A | MRQY2xx/A | MRR02xx/A | MRR12xx/A |                                                                                                |
| N° de modèle                                                    | A1419 | A1419                                                                                                 | A1418 | A1419                                                                                                 | A1419 | A1419 | A1418 | A1418 | A1419 | A1419 | A1419 | A2116 | A2116 | A2116 | A2115 | A2115 |                                                                                                |
| Identifiant du modèle                                           | iMac15,1 | iMac15,1                                                                                              | iMac16,2 | iMac17,1                                                                                              | iMac17,1 | iMac17,1 | iMac18,2 | iMac18,2 | iMac18,3 | iMac18,3 | iMac18,3 | iMac19,1 | iMac19,1 | iMac19,2 | iMac19,2 | iMac19,2 |                                                                                                |
| Écran                                                           | 27″, 5 120 × 2 880 px                                                                                        | 27″, 5 120 × 2 880 px                                                                                 | 21,5", 4 096 × 2 304 px | 27″, 5 120 × 2 880 px                                                                                 | 27″, 5 120 × 2 880 px                                                                                        | 27″, 5 120 × 2 880 px                                                                                        | 21,5″, 4 096 × 2 304 px                                                                                       | 21,5″, 4 096 × 2 304 px                                                                                       | 27″, 5 120 × 2 880 px                                                                                         | 27″, 5 120 × 2 880 px                                                                                          | 27″, 5 120 × 2 880 px                                                                                          | 21,5″, 4 096 × 2 304 px                                                                                          | 21,5″, 4 096 × 2 304 px                                                                                          | 27″, 5 120 × 2 880 px                                                                                         | 27″, 5 120 × 2 880 px                                                                                             | 27″, 5 120 × 2 880 px                                                                                             |                                                                                                |
| Écran                                                           | Écran rétroéclairé par LED Format 1,78, technologie IPS                                                      | Écran rétroéclairé par LED Format 1,78, technologie IPS                                               | Écran rétroéclairé par LED Format 1,78, technologie IPS                                                                           | Écran rétroéclairé par LED Format 1,78, technologie IPS, gamme de couleur P3                          | Écran rétroéclairé par LED Format 1,78, technologie IPS, gamme de couleur P3                                 | Écran rétroéclairé par LED Format 1,78, technologie IPS, gamme de couleur P3                                 | Écran rétroéclairé par LED Format 1,78, technologie IPS, gamme de couleur P3, éclairage à 500 nits            | Écran rétroéclairé par LED Format 1,78, technologie IPS, gamme de couleur P3, éclairage à 500 nits            | Écran rétroéclairé par LED Format 1,78, technologie IPS, gamme de couleur P3, éclairage à 500 nits            | Écran rétroéclairé par LED Format 1,78, technologie IPS, gamme de couleur P3, éclairage à 500 nits             | Écran rétroéclairé par LED Format 1,78, technologie IPS, gamme de couleur P3, éclairage à 500 nits             | Écran rétroéclairé par LED Format 1,78, technologie IPS, gamme de couleur P3, éclairage à 500 nits               | Écran rétroéclairé par LED Format 1,78, technologie IPS, gamme de couleur P3, éclairage à 500 nits               | Écran rétroéclairé par LED Format 1,78, technologie IPS, gamme de couleur P3, éclairage à 500 nits            | Écran rétroéclairé par LED Format 1,78, technologie IPS, gamme de couleur P3, éclairage à 500 nits                | Écran rétroéclairé par LED Format 1,78, technologie IPS, gamme de couleur P3, éclairage à 500 nits                |                                                                                                |
| Processeur                                                      | Intel Core i5 (4690 Haswell) quadri-cœur 3,5 GHz (Turbo Boost jusqu’à 3,9 GHz)                               | Intel Core i5 (4590 Haswell) quadri-cœur 3,3 GHz (Turbo Boost jusqu’à 3,7 GHz)                        | Intel Core i5 (5675R Broadwell) quadri-cœur 3,1 GHz (Turbo Boost jusqu’à 3,6 GHz)                                                 | Intel Core i5 (6500 Skylake) 3,2 GHz (Turbo Boost jusqu’à 3,6 GHz)                                    | Intel Core i5 (6500 Skylake) 3,2 GHz (Turbo Boost jusqu’à 3,6 GHz)                                           | Intel Core i5 (6600 Skylake) 3,3 GHz (Turbo Boost jusqu’à 3,9 GHz)                                           | Intel Core i5 (7400 Kaby Lake) 3,0 GHz (Turbo Boost jusqu’à 3,5 GHz)                                          | Intel Core i5 (7500 Kaby Lake) 3,4 GHz (Turbo Boost jusqu’à 3,8 GHz)                                          | Intel Core i5 (7500 Kaby Lake) 3,4 GHz (Turbo Boost jusqu’à 3,8 GHz)                                          | Intel Core i5 (7600 Kaby Lake) 3,5 GHz (Turbo Boost jusqu’à 4,1 GHz)                                           | Intel Core i5 (7600K Kaby Lake) 3,8 GHz (Turbo Boost jusqu’à 4,2 GHz)                                          | Intel Core i3 (8100 Coffee Lake) 3,6 GHz (Pas de Turbo Boost)                                                    | Intel Core i5 (8500 Coffee Lake) 3,0 GHz (Turbo Boost jusqu’à 4,1 GHz)                                           | Intel Core i5 (8500 Coffee Lake) 3,0 GHz (Turbo Boost jusqu’à 4,1 GHz)                                        | Intel Core i5 (8600 Coffee Lake) 3,1 GHz (Turbo Boost jusqu’à 4,3 GHz)                                            | Intel Core i5 (9600K Coffee Lake) 3,7 GHz (Turbo Boost jusqu’à 4,6 GHz)                                           |                                                                                                |
| Processeur                                                      | 6 Mo de cache L3 partagé                                                                                     | 6 Mo de cache L3 partagé                                                                              | 4 Mo de cache L3 partagé et 128 Mo de cache L4                                                                                    | 6 Mo de cache L3 partagé                                                                              | 6 Mo de cache L3 partagé                                                                                     | 6 Mo de cache L3 partagé                                                                                     | 6 Mo de cache L3 partagé                                                                                      | 6 Mo de cache L3 partagé                                                                                      | 6 Mo de cache L3 partagé                                                                                      | 6 Mo de cache L3 partagé                                                                                       | 6 Mo de cache L3 partagé                                                                                       | 6 Mo de cache L3 partagé                                                                                         | 9 Mo de cache L3 partagé                                                                                         | 9 Mo de cache L3 partagé                                                                                      | 9 Mo de cache L3 partagé                                                                                          | 9 Mo de cache L3 partagé                                                                                          |                                                                                                |
| Processeur                                                      | Option : Intel Core i7 (4790K Haswell) 4,0 GHz quad-core (Turbo Boost jusqu’à 4,4 GHz) 8 Mo cache L3 partagé | | Option : Intel Core i7 (5775R Broadwell) 3,3 GHz quad-core (Turbo Boost jusqu’à 3,8 GHz) 6 Mo cache L3 partagé et 128 Mo cache L4 | | Option : Intel Core i7 (6700K Skylake) 4,0 GHz quad-core (Turbo Boost jusqu’à 4,2 GHz) 8 Mo Cache L3 partagé | Option : Intel Core i7 (6700K Skylake) 4,0 GHz quad-core (Turbo Boost jusqu’à 4,2 GHz) 8 Mo Cache L3 partagé | Option : Intel Core i7 (7700 Kaby Lake) 3,6 GHz quad-core (Turbo Boost jusqu’à 4,2 GHz) 8 Mo Cache L3 partagé | Option : Intel Core i7 (7700 Kaby Lake) 3,6 GHz quad-core (Turbo Boost jusqu’à 4,2 GHz) 8 Mo Cache L3 partagé | | Option : Intel Core i7 (7700K Kaby Lake) 4,2 GHz quad-core (Turbo Boost jusqu’à 4,5 GHz) 8 Mo Cache L3 partagé | Option : Intel Core i7 (7700K Kaby Lake) 4,2 GHz quad-core (Turbo Boost jusqu’à 4,5 GHz) 8 Mo Cache L3 partagé | Option : Intel Core i7 (8700 Coffee Lake) 3,2 GHz hexa-core (Turbo Boost jusqu’à 4,6 GHz) 12 Mo Cache L3 partagé | Option : Intel Core i7 (8700 Coffee Lake) 3,2 GHz hexa-core (Turbo Boost jusqu’à 4,6 GHz) 12 Mo Cache L3 partagé | | Option : Intel Core i9 (9900K Coffee Lake) 3,6 GHz octa-core (Turbo Boost jusqu’à 5,0 GHz) 16 MB Cache L3 partagé | Option : Intel Core i9 (9900K Coffee Lake) 3,6 GHz octa-core (Turbo Boost jusqu’à 5,0 GHz) 16 MB Cache L3 partagé |                                                                                                |
| Mémoire vive                                                    | 8 Go (2 × 4 Go), deux slots vides)                                                                           | 8 Go (2 × 4 Go), deux slots vides)                                                                    | 8 Go (2 × 4 Go, soudés) | 8 Go (2 × 4 Go, deux slots vides)                                                                     | 8 Go (2 × 4 Go, deux slots vides)                                                                            | 8 Go (2 × 4 Go, deux slots vides)                                                                            | 8 Go (2 × 4 Go, soudés)                                                                                       | 8 Go (2 × 4 Go, deux slots vides)                                                                             | 8 Go (2 × 4 Go, deux slots vides)                                                                             | 8 Go (2 × 4 Go, deux slots vides)                                                                              | 8 Go (2 × 4 Go, deux slots vides)                                                                              | 8 Go (2 × 4 Go)                                                                                                  | 8 Go (2 × 4 Go)                                                                                                  | 8 Go (2 × 4 Go, 2 emplacements vides)                                                                         | 8 Go (2 × 4 Go, 2 emplacements vides)                                                                             | 8 Go (2 × 4 Go, 2 emplacements vides)                                                                             |                                                                                                |
| Mémoire vive                                                    | - | - | - | - | - | - | - | - | - | - | - | Option : 16 Go et 32 Go                                                                                          | Option : 16 Go et 32 Go                                                                                          | Option : 16 Go, 32 Go, et 64 Go                                                                               | Option : 16 Go, 32 Go, et 64 Go                                                                                   | Option : 16 Go, 32 Go, et 64 Go                                                                                   |                                                                                                |
| Mémoire vive                                                    | 1 600 MHz PC3-12800 DDR3 SO-DIMM SDRAM                                                                       | 1 600 MHz PC3-12800 DDR3 SO-DIMM SDRAM                                                                | 1 867 MHz PC3-14900 LPDDR3 SDRAM                                                                                                  | 1 867 MHz PC3-14900 DDR3L SO-DIMM SDRAM                                                               | 1 867 MHz PC3-14900 DDR3L SO-DIMM SDRAM                                                                      | 1 867 MHz PC3-14900 DDR3L SO-DIMM SDRAM                                                                      | 2 400 MHz PC4-19200 DDR4 SO-DIMM SDRAM                                                                        | 2 400 MHz PC4-19200 DDR4 SO-DIMM SDRAM                                                                        | 2 400 MHz PC4-19200 DDR4 SO-DIMM SDRAM                                                                        | 2 400 MHz PC4-19200 DDR4 SO-DIMM SDRAM                                                                         | 2 400 MHz PC4-19200 DDR4 SO-DIMM SDRAM                                                                         | 2 666 MHz PC4-21300 DDR4 SO-DIMM SDRAM                                                                           | 2 666 MHz PC4-21300 DDR4 SO-DIMM SDRAM                                                                           | 2 666 MHz PC4-21300 DDR4 SO-DIMM SDRAM                                                                        | 2 666 MHz PC4-21300 DDR4 SO-DIMM SDRAM                                                                            | 2 666 MHz PC4-21300 DDR4 SO-DIMM SDRAM                                                                            |                                                                                                |
| Graphismes                                                      | AMD Radeon R9 M290X (2 Go GDDR5 SDRAM)                                                                       | AMD Radeon R9 M290 (2 Go GDDR5 SDRAM)                                                                 | Intel Iris Pro Graphics 6200 | AMD Radeon R9 M380 (2 Go GDDR5 SDRAM)                                                                 | AMD Radeon R9 M390 (2 Go GDDR5 SDRAM)                                                                        | AMD Radeon R9 M395 (2 Go GDDR5 SDRAM)                                                                        | Radeon Pro 555 (2 Go VRAM)                                                                                    | Radeon Pro 560 (4 Go VRAM)                                                                                    | Radeon Pro 570 (4 Go VRAM)                                                                                    | Radeon Pro 570 (4 Go VRAM)                                                                                     | Radeon Pro 580 (8 Go VRAM)                                                                                     | Radeon Pro 555X avec 2 Go VRAM                                                                                   | Radeon Pro 560X avec 4 Go VRAM                                                                                   | Radeon Pro 570X avec 4 Go VRAM                                                                                | Radeon Pro 575X avec 4 Go VRAM                                                                                    | Radeon Pro 580X avec 8 Go VRAM                                                                                    |                                                                                                |
| Graphismes                                                      | - | - | - | - | - | - | - | - | - | - | - | - | Option : Radeon Pro Vega 20 avec 4 Go de VRAM                                                                    | - | - | Option : Radeon Pro Vega 48 avec 8 Go de VRAM                                                                     |                                                                                                |
| Stockage                                                        | Disque Fusion Drive de 1 To                                                                                  | Disque dur 1 To                                                                                       | Disque dur 1 To | Disque dur 1 To                                                                                       | Disque Fusion Drive de 1 To                                                                                  | Disque Fusion Drive de 2 To                                                                                  | Disque dur 1 To                                                                                               | Disque Fusion Drive de 1 To                                                                                   | Disque Fusion Drive de 1 To                                                                                   | Disque Fusion Drive de 1 To                                                                                    | Disque Fusion Drive de 2 To                                                                                    | Disque dur 1 To                                                                                                  | Disque Fusion Drive de 1 To                                                                                      | Disque Fusion Drive de 1 To                                                                                   | Disque Fusion Drive de 1 To                                                                                       | Disque Fusion Drive de 2 To                                                                                       |                                                                                                |
| Stockage                                                        | - | - | - | - | - | - | - | - | - | - | - | Option : 1 To Fusion Drive, 256 Go, 512 Go ou 1 To SSD                                                           | Option : 256 Go, 512 Go ou 1 To SSD                                                                              | Option : 2 To Fusion Drive, 256 Go, 512 Go ou 1 To SSD                                                        | Option : 2 To ou 3 To Fusion Drive, 256 Go, 512 Go ou 1 To SSD                                                    | Option : 3 To Fusion Drive, 512 Go ou 1 To ou 2 To SSD                                                            |                                                                                                |
| Stockage                                                        | Serial ATA 7 200 tr/min et SSD PCI-e                                                                         | Serial ATA 7 200 tr/min                                                                               | Serial ATA 5 400 tr/min | Serial ATA 7 200 tr/min                                                                               | Serial ATA 7 200 tr/min et SSD PCI-e                                                                         | Serial ATA 7 200 tr/min et SSD PCI-e                                                                         | Serial ATA 5 400 tr/min                                                                                       | Serial ATA 7 200 tr/min et SSD PCI-e                                                                          | Serial ATA 7 200 tr/min et SSD PCI-e                                                                          | Serial ATA 7 200 tr/min et SSD PCI-e                                                                           | Serial ATA 7 200 tr/min et SSD PCI-e                                                                           | Serial ATA 5 400 tr/min                                                                                          | Serial ATA 7 200 tr/min et SSD PCI-e                                                                             | Serial ATA 7 200 tr/min et SSD PCI-e                                                                          | Serial ATA 7 200 tr/min et SSD PCI-e                                                                              | Serial ATA 7 200 tr/min et SSD PCI-e                                                                              |                                                                                                |
| Connectivité                                                    | AirPort Extreme 802.11a/b/g/n/ac Gigabit Ethernet Bluetooth 4.0                                              | AirPort Extreme 802.11a/b/g/n/ac Gigabit Ethernet Bluetooth 4.0                                       | AirPort Extreme 802.11a/b/g/n/ac Gigabit Ethernet Bluetooth 4.0                                                                   | AirPort Extreme 802.11a/b/g/n/ac Gigabit Ethernet Bluetooth 4.0                                       | AirPort Extreme 802.11a/b/g/n/ac Gigabit Ethernet Bluetooth 4.0                                              | AirPort Extreme 802.11a/b/g/n/ac Gigabit Ethernet Bluetooth 4.0                                              | AirPort Extreme 802.11a/b/g/n/ac Gigabit Ethernet Bluetooth 4.2                                               | AirPort Extreme 802.11a/b/g/n/ac Gigabit Ethernet Bluetooth 4.2                                               | AirPort Extreme 802.11a/b/g/n/ac Gigabit Ethernet Bluetooth 4.2                                               | AirPort Extreme 802.11a/b/g/n/ac Gigabit Ethernet Bluetooth 4.2                                                | AirPort Extreme 802.11a/b/g/n/ac Gigabit Ethernet Bluetooth 4.2                                                | AirPort Extreme 802.11a/b/g/n/ac Gigabit Ethernet Bluetooth 4.2                                                  | AirPort Extreme 802.11a/b/g/n/ac Gigabit Ethernet Bluetooth 4.2                                                  | AirPort Extreme 802.11a/b/g/n/ac Gigabit Ethernet Bluetooth 4.2                                               | AirPort Extreme 802.11a/b/g/n/ac Gigabit Ethernet Bluetooth 4.2                                                   | AirPort Extreme 802.11a/b/g/n/ac Gigabit Ethernet Bluetooth 4.2                                                   |                                                                                                |
| Caméra                                                          | Caméra FaceTime HD 720p (1280 × 720, 0,92 Mpx)                                                               | Caméra FaceTime HD 720p (1280 × 720, 0,92 Mpx)                                                        | Caméra FaceTime HD 720p (1280 × 720, 0,92 Mpx)                                                                                    | Caméra FaceTime HD 720p (1280 × 720, 0,92 Mpx)                                                        | Caméra FaceTime HD 720p (1280 × 720, 0,92 Mpx)                                                               | Caméra FaceTime HD 720p (1280 × 720, 0,92 Mpx)                                                               | Caméra FaceTime HD 720p (1280 × 720, 0,92 Mpx)                                                                | Caméra FaceTime HD 720p (1280 × 720, 0,92 Mpx)                                                                | Caméra FaceTime HD 720p (1280 × 720, 0,92 Mpx)                                                                | Caméra FaceTime HD 720p (1280 × 720, 0,92 Mpx)                                                                 | Caméra FaceTime HD 720p (1280 × 720, 0,92 Mpx)                                                                 | Caméra FaceTime HD 720p (1280 × 720, 0,92 Mpx)                                                                   | Caméra FaceTime HD 720p (1280 × 720, 0,92 Mpx)                                                                   | Caméra FaceTime HD 720p (1280 × 720, 0,92 Mpx)                                                                | Caméra FaceTime HD 720p (1280 × 720, 0,92 Mpx)                                                                    | Caméra FaceTime HD 720p (1280 × 720, 0,92 Mpx)                                                                    | Caméra FaceTime HD 720p (1280 × 720, 0,92 Mpx)                                                 |
| Sortie vidéo                                                    | Jusqu’à deux moniteurs externes de 4 096 × 2 160 pixels ou un moniteur de 5 120 × 2 880 pixels               | Jusqu’à deux moniteurs externes de 4 096 × 2 160 pixels ou un moniteur de 5 120 × 2 880 pixels        | Jusqu’à deux moniteurs externes de 4 096 × 2 160 pixels ou un moniteur de 5 120 × 2 880 pixels                                    | Jusqu’à deux moniteurs externes de 4 096 × 2 160 pixels ou un moniteur de 5 120 × 2 880 pixels        | Jusqu’à deux moniteurs externes de 4 096 × 2 160 pixels ou un moniteur de 5 120 × 2 880 pixels               | Jusqu’à deux moniteurs externes de 4 096 × 2 160 pixels ou un moniteur de 5 120 × 2 880 pixels               | Jusqu’à deux moniteurs externes de 4 096 × 2 160 pixels ou un moniteur de 5 120 × 2 880 pixels                | Jusqu’à deux moniteurs externes de 4 096 × 2 160 pixels ou un moniteur de 5 120 × 2 880 pixels                | Jusqu’à deux moniteurs externes de 4 096 × 2 160 pixels ou un moniteur de 5 120 × 2 880 pixels                | Jusqu’à deux moniteurs externes de 4 096 × 2 160 pixels ou un moniteur de 5 120 × 2 880 pixels                 | Jusqu’à deux moniteurs externes de 4 096 × 2 160 pixels ou un moniteur de 5 120 × 2 880 pixels                 | Jusqu’à deux moniteurs externes de 4 096 × 2 160 pixels ou un moniteur de 5 120 × 2 880 pixels                   | Jusqu’à deux moniteurs externes de 4 096 × 2 160 pixels ou un moniteur de 5 120 × 2 880 pixels                   | Jusqu’à deux moniteurs externes de 4 096 × 2 160 pixels ou un moniteur de 5 120 × 2 880 pixels                | Jusqu’à deux moniteurs externes de 4 096 × 2 160 pixels ou un moniteur de 5 120 × 2 880 pixels                    | Jusqu’à deux moniteurs externes de 4 096 × 2 160 pixels ou un moniteur de 5 120 × 2 880 pixels                    | Jusqu’à deux moniteurs externes de 4 096 × 2 160 pixels ou un moniteur de 5 120 × 2 880 pixels |
| Périphériques                                                   | 4 × USB 3.0 Lecteur de cartes SDXC Prise casque/audio 2 × ports Thunderbolt 2 Verrouillage Kensington        | 4 × USB 3.0 Lecteur de cartes SDXC Prise casque/audio 2 × ports Thunderbolt 2 Verrouillage Kensington | 4 × USB 3.0 Lecteur de cartes SDXC Prise casque/audio 2 × ports Thunderbolt 2 Verrouillage Kensington                             | 4 × USB 3.0 Lecteur de cartes SDXC Prise casque/audio 2 × ports Thunderbolt 2 Verrouillage Kensington | 4 × USB 3.0 Lecteur de cartes SDXC Prise casque/audio 2 × ports Thunderbolt 2 Verrouillage Kensington        | 4 × USB 3.0 Lecteur de cartes SDXC Prise casque/audio 2 × ports Thunderbolt 2 Verrouillage Kensington        | 4 × USB 3.0 Lecteur de cartes SDXC Prise casque/audio 2 × ports Thunderbolt 3 (USB-C) Verrouillage Kensington | 4 × USB 3.0 Lecteur de cartes SDXC Prise casque/audio 2 × ports Thunderbolt 3 (USB-C) Verrouillage Kensington | 4 × USB 3.0 Lecteur de cartes SDXC Prise casque/audio 2 × ports Thunderbolt 3 (USB-C) Verrouillage Kensington | 4 × USB 3.0 Lecteur de cartes SDXC Prise casque/audio 2 × ports Thunderbolt 3 (USB-C) Verrouillage Kensington  | 4 × USB 3.0 Lecteur de cartes SDXC Prise casque/audio 2 × ports Thunderbolt 3 (USB-C) Verrouillage Kensington  | 4 × USB 3.0 Lecteur de cartes SDXC Prise casque/audio 2 × ports Thunderbolt 3 (USB-C) Verrouillage Kensington    | 4 × USB 3.0 Lecteur de cartes SDXC Prise casque/audio 2 × ports Thunderbolt 3 (USB-C) Verrouillage Kensington    | 4 × USB 3.0 Lecteur de cartes SDXC Prise casque/audio 2 × ports Thunderbolt 3 (USB-C) Verrouillage Kensington | 4 × USB 3.0 Lecteur de cartes SDXC Prise casque/audio 2 × ports Thunderbolt 3 (USB-C) Verrouillage Kensington     | 4 × USB 3.0 Lecteur de cartes SDXC Prise casque/audio 2 × ports Thunderbolt 3 (USB-C) Verrouillage Kensington     |                                                                                                |